# Радмила Хрустановић
Радмила Хрустановић (рођена Докмановић; Београд, 1952) српски је политичар, адвокат, бивши градоначелник Београда и амбасадор Републике Србије.

## Биографија
Рођена је 25. новембра 1952. у Београду, где је и завршила основну и средњу школу. Дипломирала је на Правном факултету у Сарајеву. По занимању је адвокат. Радила је 14 година у Савезном извршном већу, а 8 година у адвокатури.
Од 1996. до 2000. била је члан Извршног одбора СО Звездара (Коалиција „Заједно“).
Од октобра 2000. је члан одбора Скупштине града Београда, задужена за имовинско-правне послове, грађевинско земљиште и информисање. Истовремено, 7 месеци је вршила дужност директорке ЈРДП „Студио Б“. Од јуна 2001. до новембра 2004. била је председник Скупштине града Београда(градоначелник Београда).
Од јула 2011. до 2013. године је амбасадор Републике Србије у Словачкој.
Као градоначелник Београда трпела је критику познате француске глумице Брижит Бардо због третмана Града према псима луталицама (наиме, за време њеног мандата, органи града Београда су наставили да убијају псе луталице).
Била је чланица Реформске странке Југославије и Грађанског Савеза Србије од оснивања. Октобра 2004. ишчланила се из ГСС-а, да би постала нова чланица Демократске странке, из које се ишчланила 2013. године.
Удата је и има двојицу синова. Носилац је Ордена Витеза Републике Италије.
Њен отац је био Стево Докмановић, учесник Народноослободилачке борбе и генерал-мајор Југословенске народне армије.